# 尼沃拉-韦尔梅勒
尼沃拉-韦尔梅勒（法語：Nivolas-Vermelle，法語發音：[nivɔla vɛʁmɛl]）是法国伊泽尔省的一个市镇，属于拉图尔迪潘区。

## 地理
尼沃拉-韦尔梅勒（45°33'24"N, 5°18'23"E）面积6.09 平方千米，位于法国奥弗涅-罗讷-阿尔卑斯大区伊泽尔省，该省份为法国东南部内陆省份，北起顺时针与安省、萨瓦省、上阿尔卑斯省、德龙省、阿尔代什省、卢瓦尔省和罗讷省。
与尼沃拉-韦尔梅勒接壤的市镇（或旧市镇、城区）包括：塞雷赞德拉图尔、布尔关雅略、莱塞帕尔、梅列、吕伊-蒙索。

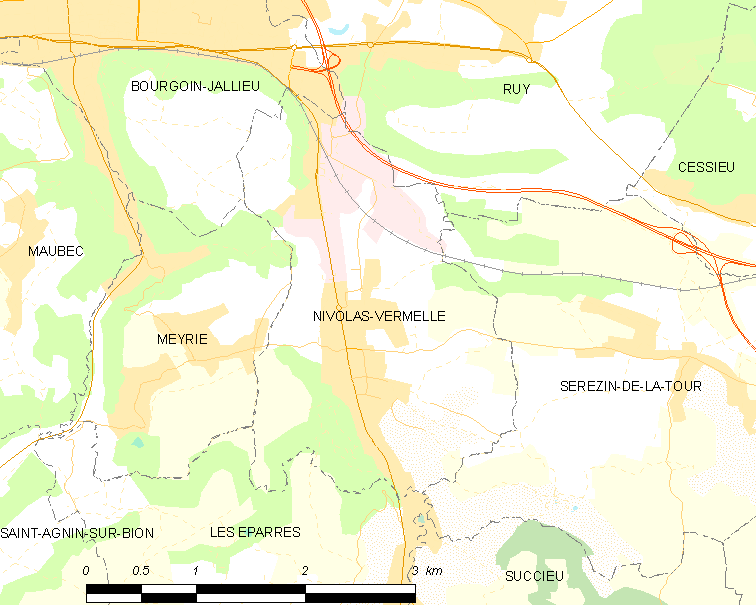
尼沃拉-韦尔梅勒的OSM定位图

尼沃拉-韦尔梅勒的时区为UTC+01:00、UTC+02:00（夏令时）。

## 行政
尼沃拉-韦尔梅勒的邮政编码为38300，INSEE市镇编码为38276。

## 政治
尼沃拉-韦尔梅勒所属的省级选区为布尔关雅略县。

## 人口

1962-2008年间尼沃拉-韦尔梅勒人口变化图示

尼沃拉-韦尔梅勒于2022年1月1日时的人口数量为2716人。